# Museum 1940-1945
Museum 1940-1945 is een museum in Dordrecht, in de Nederlandse provincie Zuid-Holland. Het museum, opgericht in 1988, is gewijd is aan de Tweede Wereldoorlog en de rol die Dordrecht hierbij speelde in het bijzonder.
Dordrecht was tijdens de Tweede Wereldoorlog van groot belang vanwege de spoor- en verkeersbruggen bij Moerdijk en Zwijndrecht. De stad heeft meer dan twintig monumenten en plaquettes die aan de oorlog herinneren.
Het museum werd in juni 1988 door prins Bernhard geopend en bevindt zich in een oud pand aan de Nieuwe Haven. In het museum bevindt zich ook een plaquette ter nagedachtenis aan twee medewerkers van de politie die in 1944 omkwamen.
Eveneens aan de Nieuwe Haven staat het huis waar Paul L. Kooiman woonde. Hij was de leider van verzetsgroep Paul en districtscommandant Binnenlandse Strijdkrachten. De plaquette aan de gevel werd in 1988 onthuld.

## Jaarlijkse herdenkingen
- 4 mei: Monument Sumatraplein
- 10 mei: Monument Willemsdorp, 10 Nederlandse militairen die sneuvelden bij de Moerdijkbrug
- 12 september: Joods monument, 221 medeburgers, monument aan de gevel van het stadhuis

## Galerij

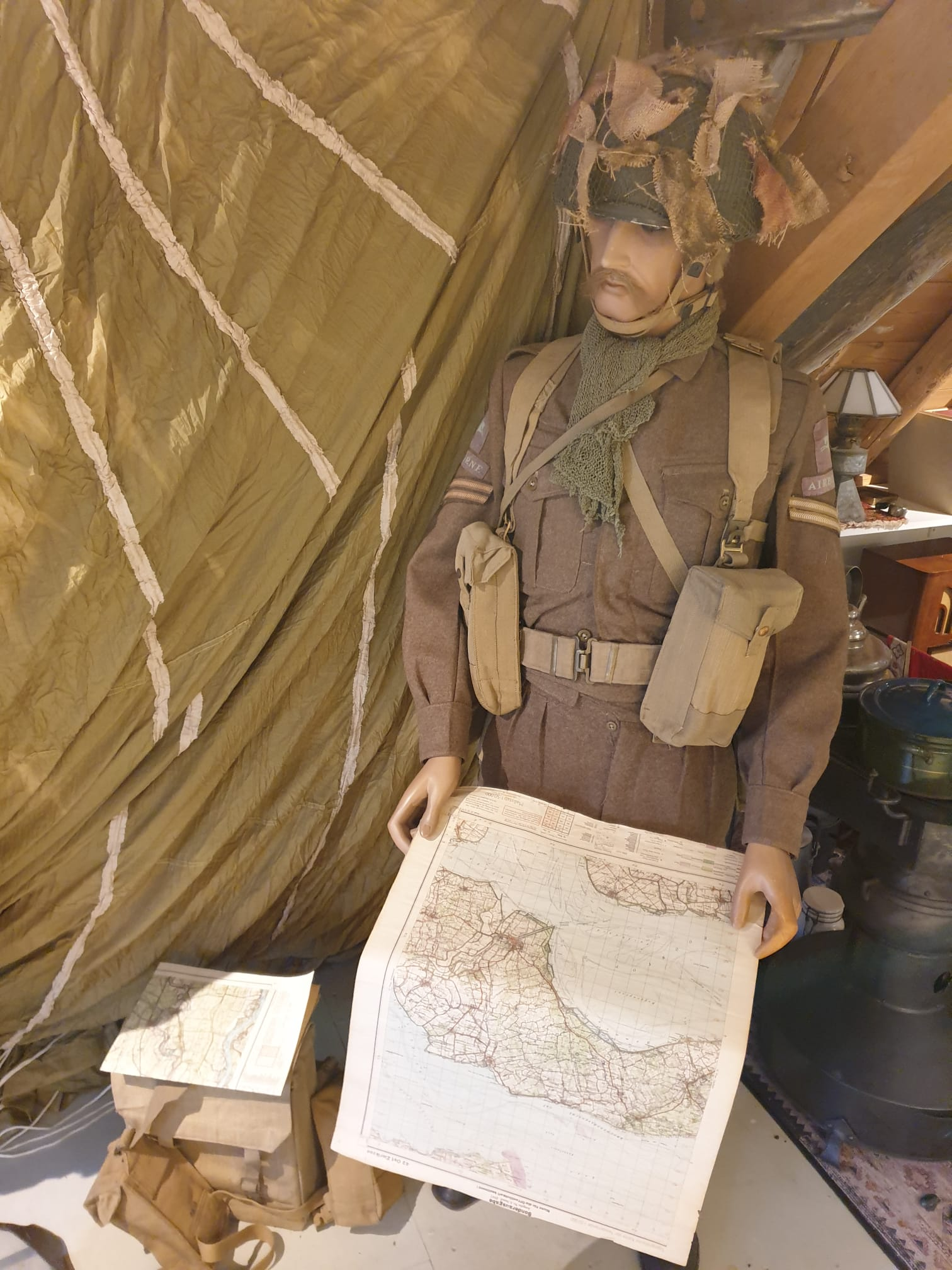
Engelse para
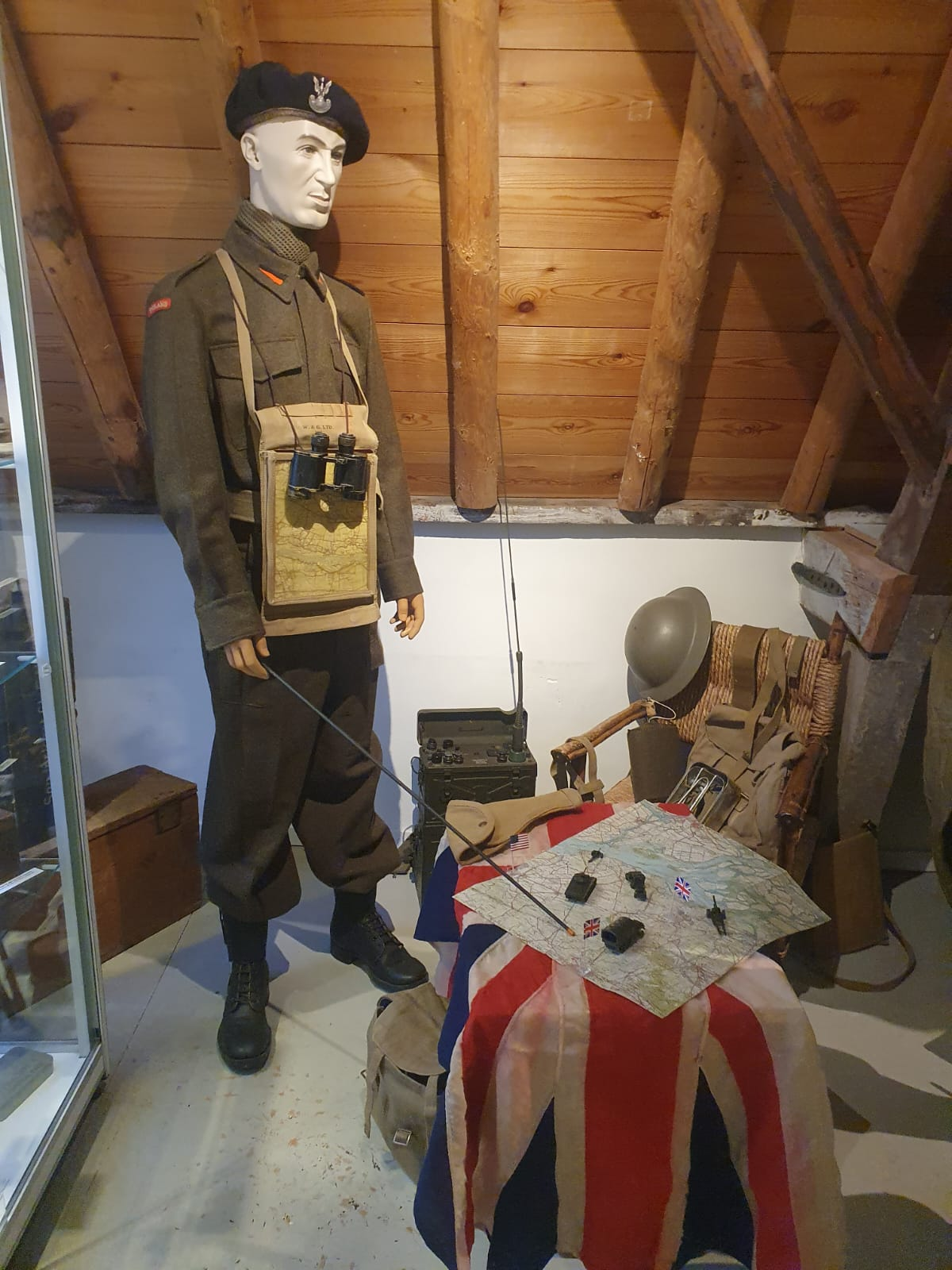
Poolse militair
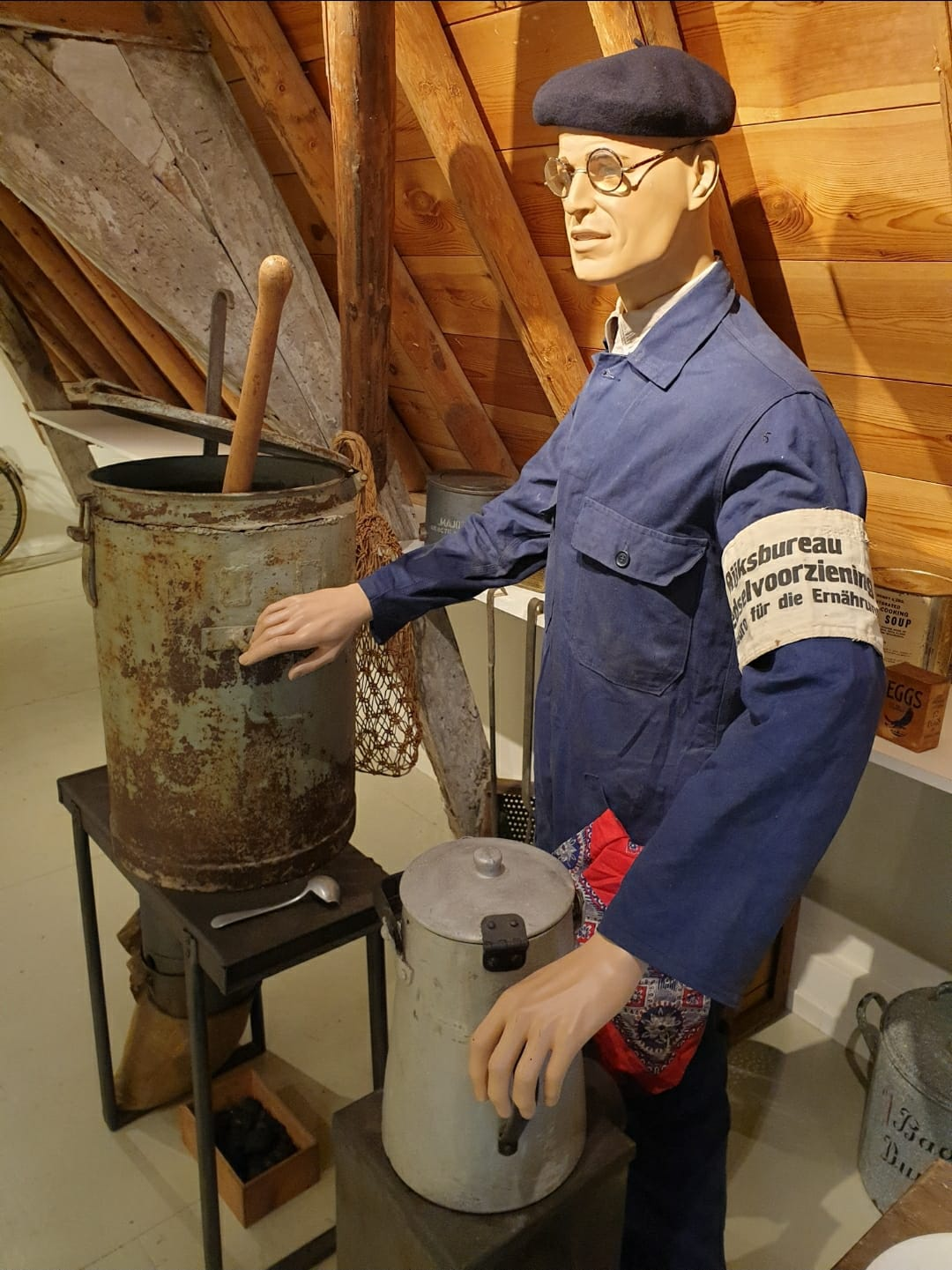
Gaarkeuken
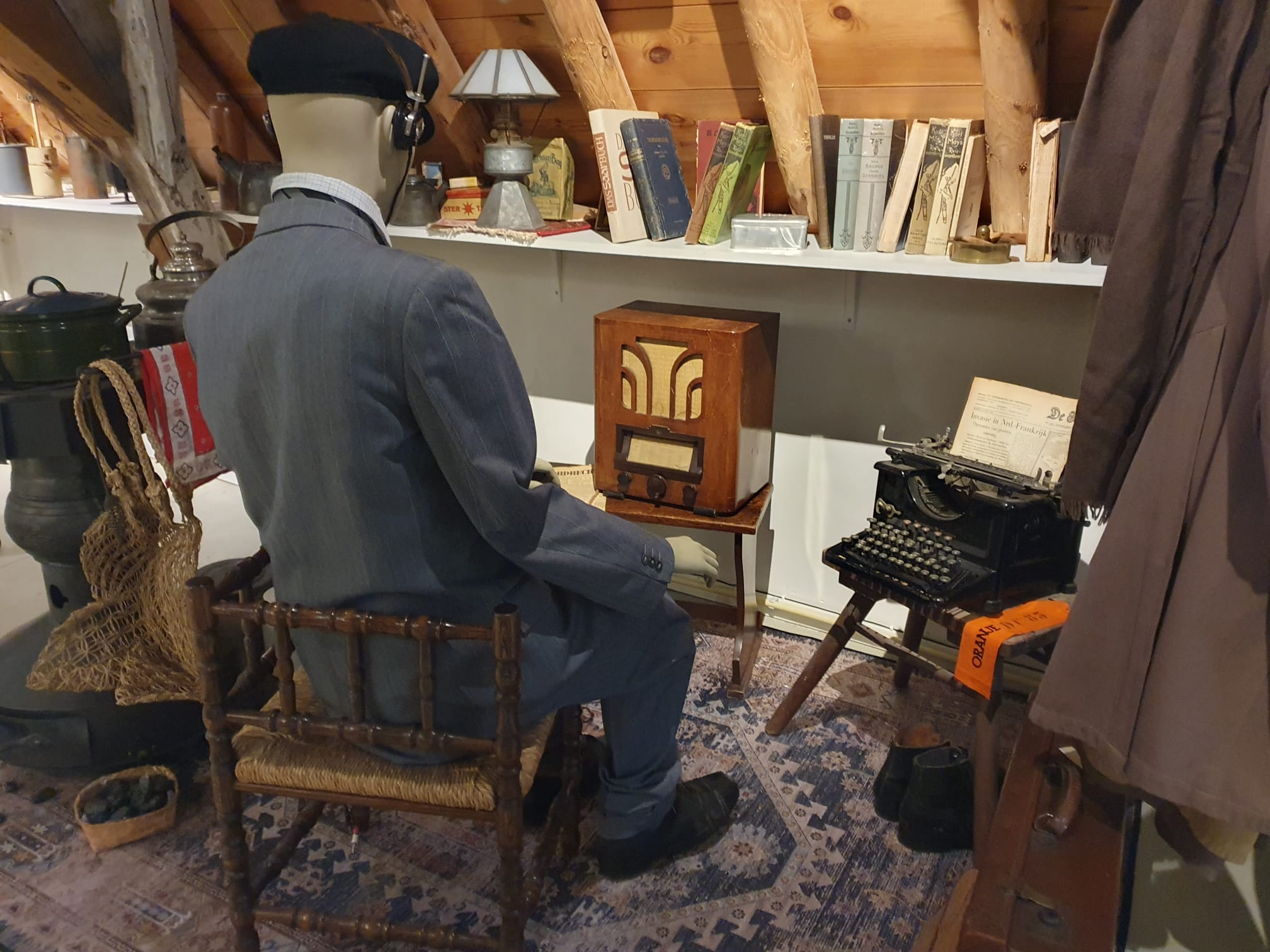
Huiskamer